# Pirallahı (ö)
Pirallahı (azerbajdzjanska: Pirallahı Adası) är en ö i Azerbajdzjan.   Den ligger i distriktet Pirallahı rayonu, i den östra delen av landet, 40 km öster om huvudstaden Baku. Arean är 15,0 kvadratkilometer.
Trakten runt Pirallahı består i huvudsak av gräsmarker.